# Олтеница
Олтени́ца (рум. Oltenița) — город в Румынии, в жудеце Кэлэраши.

## География
Расположен при впадении реки Арджеш в Дунай, недалеко от границы с Болгарией (по другую сторону Дуная — Болгария).

## История
Во времена Римской империи было укреплением под названием Дафна. Во время Крымской войны близ селения произошло столкновение Русской и Турецкой армиями.

## Экономика
В жизни и экономике города важную роль играет Дунай.

## Достопримечательности
- В городе родился Ион Илиеску, бывший президент Румынии, один из лидеров свержения Чаушеску[3].